# Tramways de Tarn-et-Garonne
Les Tramways de Tarn-et-Garonne, sont un ancien réseau de chemins de fer départementaux qui ont fonctionné dans le département de Tarn-et-Garonne entre 1913 et 1933,. Le réseau formait un ensemble de 182 km de lignes à voie métrique exploitées en traction à vapeur.

## Les lignes

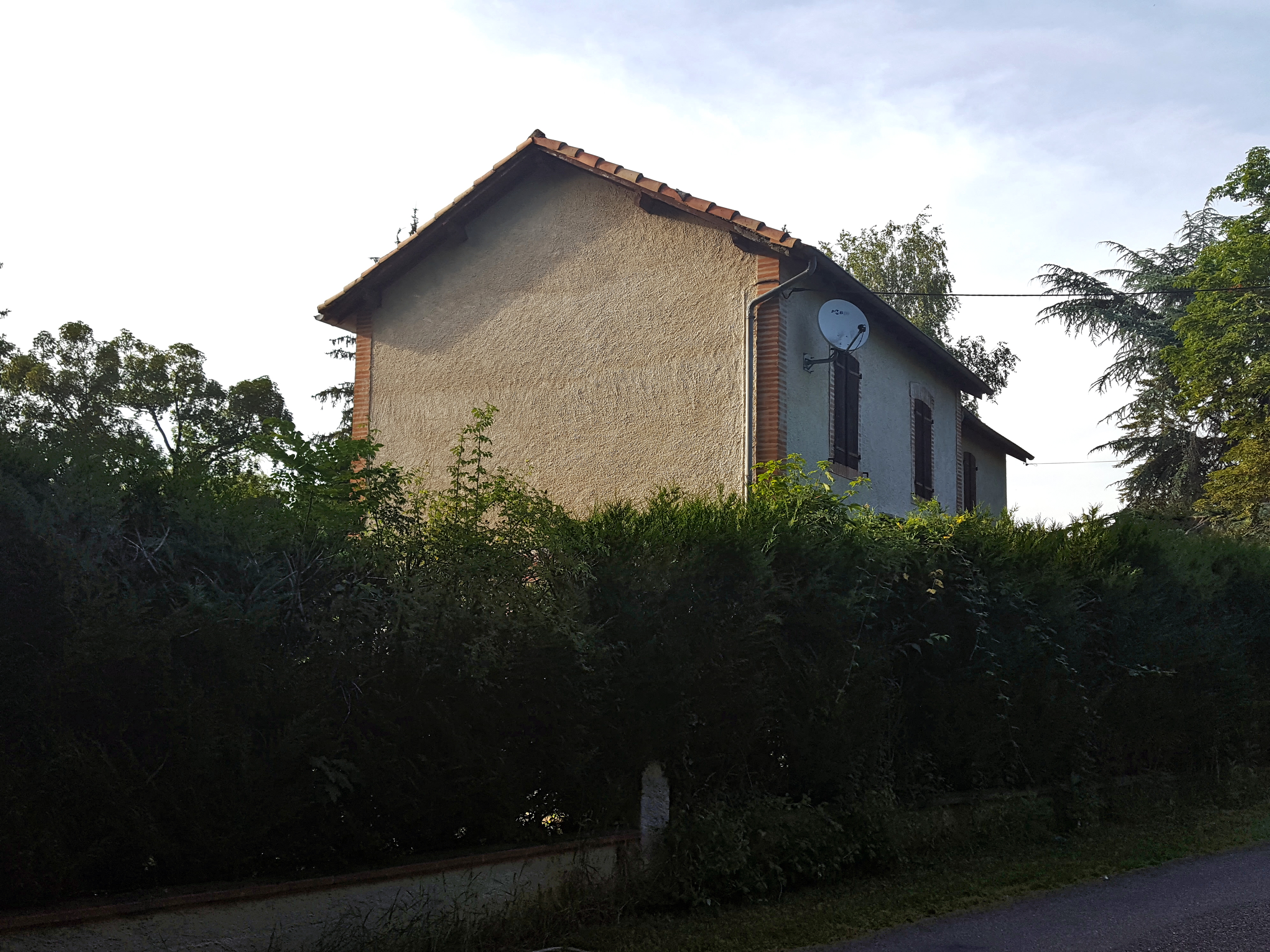
Ancienne gare de Molières en Tarn-et-Garonne

- ligne 1: Montauban -  Molières, (35 km), ouverte en 1913
- ligne 2: Montauban - Verdun-sur-Garonne, (29 km), ouverte entre 1917 et 1926
- ligne 3: Montauban - Monclar, (35 km), ouverte en 1926
- ligne 4: Castelsarrasin - Lavit-de-Lomagne, (26 km), ouverte en 1927, ligne isolée
- ligne 5: Caussade - Caylus, (22 km), ouverte en 1913[3], ligne isolée
- ligne 6: Valence-d'Agen - Montaigu-de-Quercy, (43 km), ouverte en 1919, ligne isolée. Elle fut prolongée en 1922, de Montaigu-de-Quercy jusqu'à la limite du département, sur 2 km dans le but de raccorder le réseau à celui des Tramways de Lot-et-Garonne.

Le centre du réseau était situé à Montauban, dans le quartier de Villebourbon (à proximité de la gare du Midi) où se trouvaient la gare tête de réseau, ainsi que le dépôt et les ateliers, aujourd'hui tous disparus.

## Ouvrages d'art

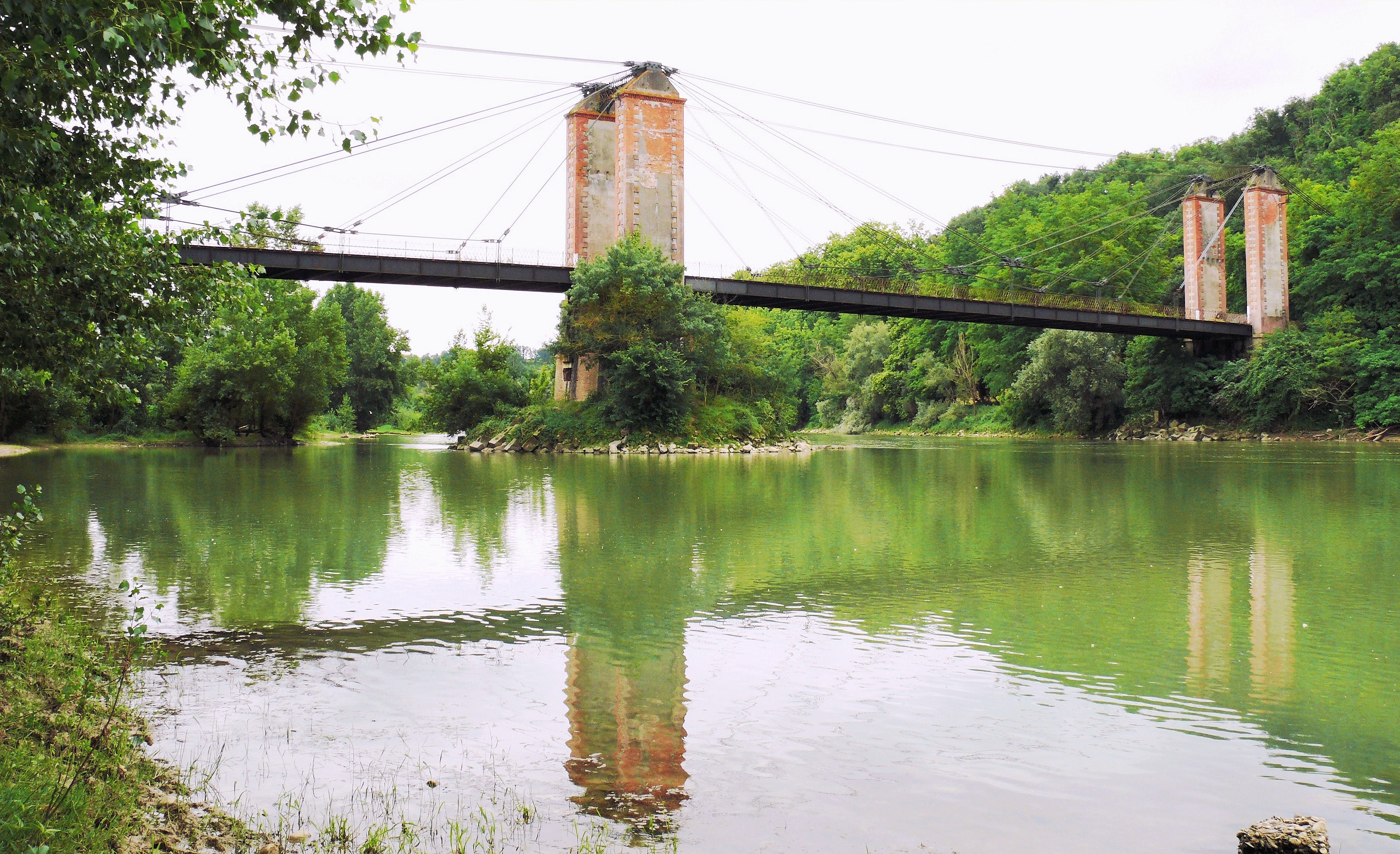
Le Pont de Bourret système Gisclard

Le principal ouvrage d'art du réseau, le pont suspendu de Bourret qui franchit la Garonne au niveau de la commune de Bourret, et construit selon le système Gisclard, se trouvait sur la ligne de Montauban à Verdun-sur-Garonne. Conservé comme pont routier à l'arrêt des tramways, il est aujourd'hui fermé à toute circulation.
Un autre pont système Gisclard franchissant la Garonne, le Pont de Très-Cassès à Castelsarrasin, a été édifié sur la ligne de Castelsarrasin à Lavit. Aujourd'hui disparu, il comportait 4 travées de 61 mètres.
Le pont sur le Tarn construit pour la ligne de Lexos à Montauban-Ville-Bourbon exploitée par le P.O, a été prévu pour deux voies et fut emprunté par la ligne de Montauban à Molières. En 2008, ce pont inutilisé depuis la fermeture de la ligne de Lexos à Montauban-Ville-Bourbon, a été rouvert comme pont routier et baptisé Pont de l'Avenir, dans le cadre du projet de Boulevard Urbain Ouest (BUO).
Le Pont Neuf de Montauban qui permet la traversée du Tarn, a été emprunté par la ligne de Montauban à Monclar.

## Matériel roulant
Locomotives :
- no 1 à 7, type 030T, Buffaud & Robatel,
- no 8 à 21, type 030T, Corpet-Louvet

Voitures :
- 51 unités

Fourgons à bagages :
- 11 unités

Wagons de marchandises : 
- 140 unités